# Karin Branzell
Karin Maria Branzell-Eduarsen, född 24 september 1891 i Stockholm, död 14 december 1974 i Altadena i Kalifornien, var en svensk operasångerska (alt/mezzosopran).

## Biografi
Branzell avlade organistexamen 1909 och var därefter några år tillförordnad organist i Stockholm. Hon bedrev samtidigt 1909–1912 sångstudier för Tekla Hofer, och 1909–1918 praktik för Elisabeth Hjortberg.
Hon debuterade 1912 på Kungliga teatern som Amneris i Aïda och var sedan anställd där 1913–1918. Efter ytterligare studier i Berlin fick hon 1920 engagemang vid Staatsoper där och var 1924–1934 en viss del av året bunden vid Metropolitan Opera House i New York. Hon har även företagit vidsträckta gästspelsturnéer och konsertresor.
Åren 1935–1938 uppträdde hon regelbundet vid Covent Garden. Från 1936 var Branzell hovsångerska och från 1937 ledamot av Musikaliska akademien.
Branzell hade en omfångsrik, välljudande och välskolad stämma, en god musikalisk uppfattning och framstående sceniska egenskaper. Bland hennes roller märks Brangäne i Tristan och Isolde, Kundry i Parsifal, Ortrud i Lohengrin, Azucena i Trubaduren, Delila i Simson och Delila och Gunhild i Arnljot.
Hon var dotter till överläraren Anders Branzell och Jenny Persson och syster till Sten Branzell. Från 1924 var hon gift med sångaren Einar Olaf Edvardsen (1891–1929).

## Diskografi (urval)
- Altpartiet i Johannespassionen av J.S. Bach. Insp. i Buenos Aires 1938, dir. Erich Kleiber. Gebhardt Records JGCD 0049-2.
- Brünnhilde i Wagners Valkyrian. Wagner i Stockholm. Bluebell ABCD 0091.
- Wagner:Scenes & Arias 1925–1943. Karin Branzell med flera DG.
- Brangäne i Wagners Tristan och Isolde (New York, 9 mars 1935). Westhill Radio Archives.
- Karin Branzell & Martin Oehmann, Historical Recordings from 1924–29. Hamburger Archiv für Gesangskunst, HFG.
- Lebendige Vergangenheit: Karin Branzell. Preiser.